# Backmischung

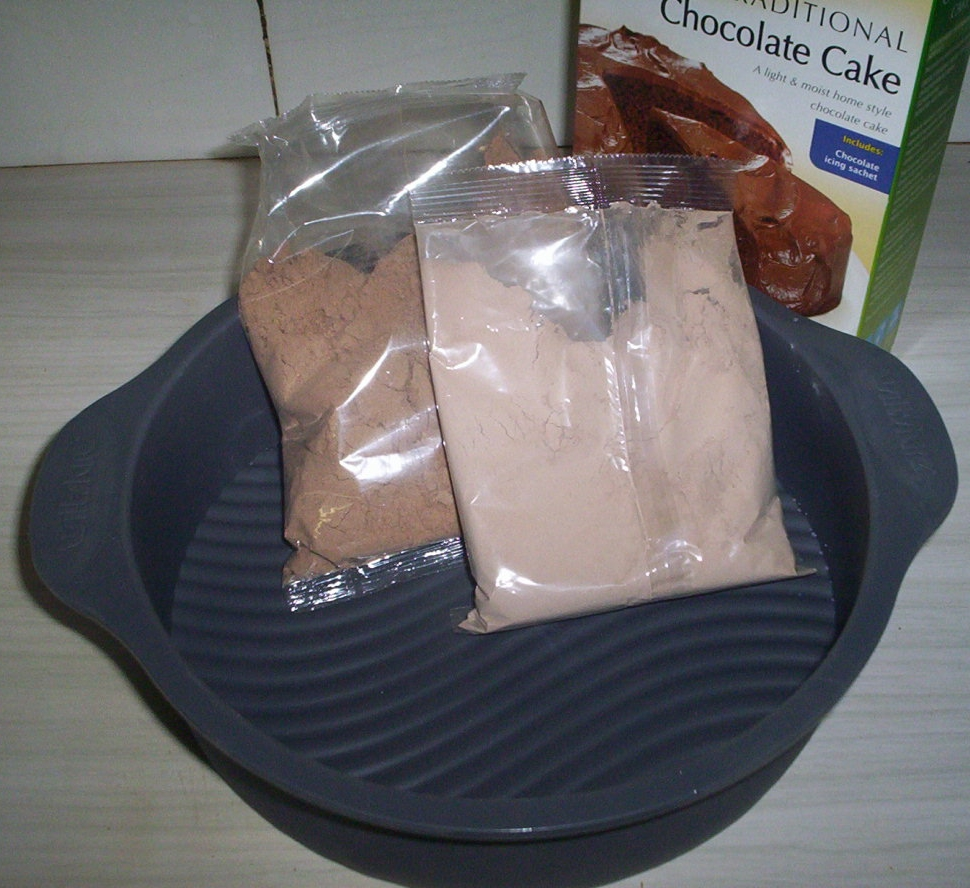
Inhalt einer Packung Backmischung für Schokolade-Rührkuchen: Mischung für Teig (links) und Glasur (rechts)

Eine Backmischung ist ein pulverförmiges Gemisch von Zutaten für einen Teig. Backmischungen gibt es für viele Arten von Backwaren, am häufigsten jedoch für Kuchen und Brot. Als Convenience Food sollen Backmischungen beim Backen Zeit sparen und für konsistente Qualität sorgen.

## Inhalt und Verpackung
Bestandteile praktisch jeder Backmischung sind Mehl, Salz und Triebmittel. Dazu kommen abhängig vom Rezept Zucker und andere Zutaten. Backmischungen sind trocken und bei Zimmertemperatur unter Luftabschluss lange haltbar. Dementsprechend müssen diesen Backmischungen die zum Rezept gehörigen Flüssigkeiten (Wasser oder Milch), Fette (zum Beispiel Butter) und Eier noch hinzugefügt werden.
Als industriell gefertigtes Produkt der Lebensmittelindustrie für Konsumenten werden Backmischungen als portionierte und verpackte Markenprodukte seit Mitte des 20. Jahrhunderts angeboten. Daneben existieren auch gewerbliche Backmischungen als Vorprodukte für Bäcker.

## Geschichte

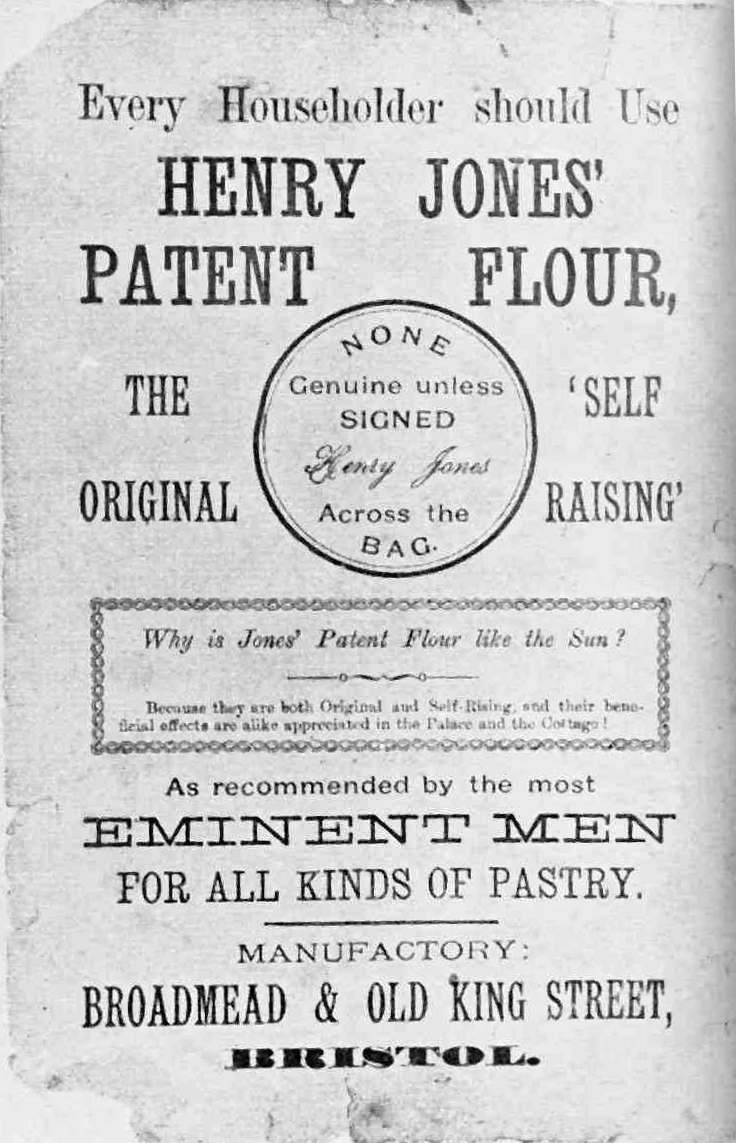
Anzeige für Henry Jones Patent Flour

Die ersten trockenen Backmischungen als Halbfertigprodukte wurden während der industriellen Revolution in England hergestellt. Das vom Bäcker Henry Jones (1812–1891) aus Bristol erfundene „self-raising flour“ (selbstaufgehendes Mehl) gilt als die erste Backmischung. Jones’ Mischung bestand aus fein gemahlenem Mehl, gemischt mit dem Konservierungsmittel Weinsäure und nach einer Lagerung von zwei bis drei Tagen mit dem Treibmittel Natron versetzt. Dazu kam Salz und aus Zuckerhut gemahlener feinkörniger Zucker. Dem Mehl musste vor dem Backen nur noch Trinkwasser hinzugefügt werden. Jones meldete seine Erfindung 1845 in England zum Patent an, 1849 auch in den USA. Die erste Veröffentlichung in der Lancet betonte die Verwendung auf langen Schiffsreisen, um anstelle des harten Schiffszwiebacks frisches Brot anbieten zu können. Gleichzeitig erfand Jones einen Backofen für den Einbau in Schiffen, mit dem seine Backmischung verarbeitet werden sollte. Nachdem Jones zehn Jahre lang vergeblich versuchte, die Admiralität vom Nutzen seiner Erfindung für die Royal Navy zu überzeugen, schickte er 1855 einen entsprechenden Brief an jeden Abgeordneten des House of Commons. Kurz darauf wurde „Henry Jones self-raising flour“ von der Navy eingeführt.
In den 1920er Jahren gab es in den USA weitere Anbieter. Popularisiert wurden Backmischungen in den USA durch General Mills mit der Marke Betty Crocker, die 1947 in die Läden bzw. zunehmend Supermärkte kam. Die erste Sorte war Ginger Cake, es folgten Gingerbread Cake, Cookie Mix, Devils Food Layer Cake und Party Layer Cake. In den USA brachte Nebraska Consolidated Mills unter der Marke Duncan Hines 1951 ihre Backmischungen für Kuchen auf den Markt. 1956 verkaufte Nebraska Mills das erfolgreiche Backmischungsgeschäft an Procter & Gamble. Noch heute gehört Duncan Hines in den USA zu den führenden Marken bei Backmischungen. Der ehemalige dritte Konkurrent Pillsbury wurde 2001 von General Mills übernommen. Die Marke Pillsbury („Moist supreme“) existiert bei Backmischungen jedoch noch.
Als in den frühen 1960ern der Markt für Backmischungen in den USA zu stagnieren begann, plante General Mills die Expansion nach Japan. Japanische Konsumenten kauften Backwaren fast ausschließlich außer Haus, westliche Waren waren populär. Einziges Hindernis für die Verbreitung von Backmischungen schien das Fehlen eines Backofens in der typischen japanischen Küche zu sein. Daher entwickelte General Mills eine spezielle Backmischung für die Zubereitung im Reiskocher, die unter dem Kunstnamen Cakeron vertrieben wurde, einem Schein-Anglizismus. Nach anfänglichen Vertriebserfolgen brach der Umsatz mangels Wiederholungskäufern ein. In Kundenbefragungen stellte sich heraus, dass übriggebliebener gekochter Reis im Reiskocher aufbewahrt wurde, der dadurch selten für das Backen frei war. Auch hinterließ die Backmischung einen Nachgeschmack im Reiskocher, so dass die nächste Portion weißer Reis zum Beispiel nach Vanille schmeckte. Im Zusammenspiel mit der kulturellen Symbolik des unberührten, weißen Reis, die durch fremden Einfluss bedroht schien, war so ein Misserfolg unausweichlich. General Mills stellte die japanische Produktlinie für Backmischungen ein. Bis in die 1990er haben sich Backmischungen in Japan nicht durchgesetzt.
In der DDR verkaufte das Unternehmen Kathi erstmals 1953 Tüten mit backfertigem Tortenmehl. Der Slogan war: „Mit Ei und Fett verrührt sofort backfertig.“ Noch heute ist Kathi in den neuen Bundesländern Marktführer für Backmischungen. In der Bundesrepublik brachte Kraft 1970 die ersten Backmischungen auf den Markt, 1972 folgte Dr. Oetker. In Gesamtdeutschland ist heute Dr. Oetker mit knapp zwei Dritteln des Umsatzes im Segment Backmischungen Marktführer, darauf folgen mit Marktanteilen von jeweils etwa 10 % bis 15 % Unilever (Marke Mondamin), Ruf und Kathi (alle Angaben Stand 2004). Der Gesamtmarkt für Backmischungen in Deutschland hatte 2002 nach einer Erhebung von AC Nielsen eine Größe von 125 Mio. EUR (Angabe in Produzentenpreisen und ohne Einbeziehung von Aldi).